# Championnat de Tchéquie de football 2016-2017
Navigation
Édition précédente Édition suivante
La saison 2016-2017 est la 24e édition du championnat de Tchéquie de football. Elle oppose les seize meilleurs clubs de Tchéquie en une série de trente journées.
Lors de cette saison, le FC Viktoria Plzeň défend son titre face à 15 autres équipes dont 2 promus de deuxième division.
Quatre places qualificatives pour les compétitions européennes seront attribuées par le biais du championnat (2 places au troisième tour de qualification de Ligue des champions 2017-2018, 1 place au troisième tour de qualification de Ligue Europa et 1 au deuxième tour de qualification). Une autre place au troisième tour de qualification pour la Ligue Europa sera garantie au vainqueur de la MOL Cup. Les 2 derniers du championnat sont relégués en deuxième division.

## Participants
| \| Bohemians Dukla Králové Jablonec Karviná M. Boleslav Příbram Slavia Slovácko Liberec Sparta Teplice Plzeň Vysočina Brno Zlín \| Localisation des clubs. |
| Bohemians Dukla Králové Jablonec Karviná M. Boleslav Příbram Slavia Slovácko Liberec Sparta Teplice Plzeň Vysočina Brno Zlín                               |

Légende des couleurs
- Troisième tour de qualification de la Ligue des Champions 2016-2017
- Troisième tour de qualification de la Ligue Europa 2016-2017
- Deuxième tour de qualification de la Ligue Europa 2016-2017
- Promu de FNL 2015-2016

| Club             | Se maintient depuis | Classement 2015-2016 | Stade                                       | Capacité théorique |
| ---------------- | ------------------- | -------------------- | ------------------------------------------- | ------------------ |
| Viktoria Plzeň   | 2005                | 1                    | Doosan Arena                                | 11 722             |
| Slavia Prague    | 1993                | 2                    | Generali Arena                              | 19 416             |
| Slovan Liberec   | 1993                | 3                    | Stadion u Nisy                              | 9 900              |
| Mladá Boleslav   | 2004                | 4                    | Stade municipal                             | 5 000              |
| Sparta Prague    | 1993                | 5                    | Eden Aréna                                  | 20 800             |
| Zbrojovka Brno   | 2012                | 6                    | Městský fotbalový stadion Srbská            | 12 550             |
| FK Jablonec      | 1994                | 7                    | Stadion Střelnice                           | 6 280              |
| 1. FC Slovácko   | 2009                | 8                    | Městský fotbalový stadion Miroslava Valenty | 8 121              |
| Bohemians 1905   | 2013                | 9                    | Stade Ďolíček                               | 5 000              |
| Dukla Prague     | 2011                | 10                   | Stadion Juliska                             | 8 150              |
| Vysočina Jihlava | 2012                | 11                   | Stadion v Jiráskově ulici                   | 4 075              |
| FK Teplice       | 1996                | 12                   | Na Stínadlech                               | 18 221             |
| Fastav Zlín      | 2015                | 13                   | Letná Stadion                               | 6 375              |
| 1.FK Příbram     | 2008                | 14                   | Na Litavce                                  | 9 100              |
| MFK Karviná      | 2016                | 1 (D2)               | Stade municipal                             | 4 833              |
| Hradec Králové   | 2016                | 2 (D2)               | Všesportovní stadion                        | 7 220              |

## Classement et résultats

### Classement
Le classement est établi sur le barème de points classique (victoire à 3 points, match nul à 1, défaite à 0).
Pour départager les égalités, on tient d'abord compte des points en confrontations directes, puis de la différence de buts en confrontations directes, puis de la différence de buts générale, puis du nombre de buts marqués et enfin du nombre de point de Fair-Play.
| Rang | Équipe              | Pts | J  | G  | N  | P  | Bp | Bc | Diff |
| ---- | ------------------- | --- | -- | -- | -- | -- | -- | -- | ---- |
| 1    | Slavia Prague       | 69  | 30 | 20 | 9  | 1  | 65 | 22 | +43  |
| 2    | Viktoria Plzeň T    | 67  | 30 | 20 | 7  | 3  | 47 | 21 | +26  |
| 3    | Sparta Prague       | 57  | 30 | 16 | 9  | 5  | 47 | 26 | +21  |
| 4    | Mladá Boleslav      | 49  | 30 | 12 | 10 | 7  | 47 | 37 | +10  |
| 5    | FK Teplice          | 48  | 30 | 13 | 9  | 8  | 38 | 25 | +13  |
| 6    | Fastav Zlín C       | 41  | 30 | 11 | 8  | 11 | 34 | 35 | -1   |
| 7    | Dukla Prague        | 40  | 30 | 11 | 7  | 12 | 39 | 35 | +4   |
| 8    | FK Jablonec         | 39  | 30 | 9  | 12 | 9  | 43 | 38 | +5   |
| 9    | Slovan Liberec      | 39  | 30 | 10 | 9  | 11 | 31 | 28 | +3   |
| 10   | MFK Karviná P       | 34  | 30 | 9  | 7  | 14 | 39 | 49 | -10  |
| 11   | Zbrojovka Brno      | 32  | 30 | 6  | 14 | 10 | 32 | 45 | -13  |
| 12   | 1. FC Slovácko      | 32  | 30 | 6  | 14 | 10 | 29 | 38 | -9   |
| 13   | Bohemians 1905      | 28  | 30 | 7  | 7  | 16 | 22 | 39 | -17  |
| 14   | Vysočina Jihlava    | 27  | 30 | 6  | 9  | 15 | 26 | 47 | -21  |
| 15   | FC Hradec Králové P | 27  | 30 | 8  | 3  | 19 | 29 | 50 | -21  |
| 16   | 1.FK Příbram        | 22  | 30 | 6  | 4  | 20 | 29 | 61 | -32  |

Qualifications européennes
Ligue des champions 2017-2018
- 1er et 2e : troisième tour de qualification

Ligue Europa 2017-2018
- 3e : phase de groupes
- 3e : troisième tour de qualification
- 4e : deuxième tour de qualification

Relégation
- 15e et 16e : relégation en FNL

Abréviations
- T : Tenant du titre
- C : Vainqueur de la MOL Cup 2016-2017
- P : Promus de Fortuna národní liga 2015-2016

### Matchs
| Résultats (▼dom., ►ext.)                                   | B05 | DUK | HRK | JAB | KAR | MLA | PŘI | SLA | SLK | LIB | SPA | TEP | VPL | JIH | ZBR | ZLN |
| Bohemians 1905                                             |     | 1-2 | 0-3 | 2-0 | 2-0 | 1-3 | 1-0 | 1-3 | 0-0 | 2-1 | 0-2 | 0-1 | 0-1 | 1-0 | 3-0 | 0-2 |
| Dukla Prague                                               | 4-1 |     | 3-0 | 1-0 | 0-0 | 1-2 | 3-1 | 1-2 | 2-3 | 0-0 | 0-2 | 0-1 | 0-1 | 4-1 | 4-2 | 1-0 |
| Hradec Králové                                             | 1-0 | 0-2 |     | 1-2 | 3-4 | 0-0 | 2-0 | 0-3 | 2-1 | 0-1 | 1-2 | 0-2 | 0-1 | 1-0 | 0-0 | 0-2 |
| FK Jablonec                                                | 0-0 | 1-1 | 2-1 |     | 5-3 | 1-2 | 2-4 | 0-0 | 2-2 | 3-0 | 3-1 | 0-0 | 2-2 | 5-0 | 1-2 | 2-0 |
| MFK Karviná                                                | 3-0 | 2-1 | 4-2 | 0-2 |     | 1-1 | 2-0 | 1-2 | 0-1 | 0-0 | 1-1 | 1-4 | 2-3 | 3-0 | 1-1 | 1-0 |
| Mladá Boleslav                                             | 1-1 | 1-0 | 2-0 | 0-0 | 1-2 |     | 2-2 | 1-2 | 3-0 | 3-0 | 1-0 | 1-1 | 0-0 | 3-1 | 3-3 | 1-2 |
| 1.FK Příbram                                               | 1-0 | 3-1 | 1-0 | 2-4 | 4-2 | 0-1 |     | 1-8 | 0-1 | 0-1 | 1-2 | 3-2 | 0-3 | 0-0 | 2-3 | 0-2 |
| Slavia Prague                                              | 1-1 | 2-2 | 4-0 | 1-1 | 1-0 | 2-1 | 3-0 |     | 1-0 | 1-0 | 1-1 | 2-1 | 1-0 | 2-0 | 4-0 | 2-2 |
| 1. FC Slovácko                                             | 2-0 | 2-2 | 1-3 | 0-0 | 1-1 | 2-1 | 1-0 | 0-2 |     | 0-1 | 1-1 | 1-1 | 1-1 | 1-1 | 0-0 | 1-3 |
| Slovan Liberec                                             | 4-1 | 3-1 | 2-0 | 1-1 | 2-0 | 4-0 | 2-1 | 1-1 | 2-2 |     | 0-0 | 2-0 | 1-2 | 1-1 | 0-0 | 0-0 |
| Sparta Prague                                              | 1-0 | 1-0 | 3-2 | 3-0 | 3-0 | 2-2 | 4-0 | 0-2 | 3-2 | 1-0 |     | 2-1 | 2-0 | 3-0 | 3-2 | 0-0 |
| FK Teplice                                                 | 1-0 | 0-1 | 0-1 | 1-0 | 1-0 | 1-2 | 3-0 | 2-2 | 2-2 | 3-1 | 0-0 |     | 0-1 | 1-0 | 1-1 | 2-0 |
| Viktoria Plzeň                                             | 1-1 | 2-0 | 4-1 | 3-1 | 2-0 | 3-3 | 1-0 | 3-1 | 2-0 | 1-0 | 1-0 | 2-2 |     | 2-0 | 2-0 | 0-2 |
| Vysočina Jihlava                                           | 0-2 | 1-1 | 3-1 | 1-1 | 2-4 | 2-1 | 1-1 | 1-1 | 0-0 | 1-0 | 1-0 | 0-2 | 1-2 |     | 3-0 | 1-3 |
| Zbrojovka Brno                                             | 0-0 | 0-0 | 1-1 | 2-0 | 1-1 | 2-3 | 2-2 | 1-4 | 1-0 | 1-0 | 3-3 | 0-0 | 0-1 | 1-1 |     | 2-0 |
| Fastav Zlín                                                | 1-1 | 0-1 | 1-3 | 2-2 | 3-0 | 1-2 | 2-0 | 0-4 | 1-1 | 2-1 | 1-1 | 0-2 | 0-0 | 0-3 | 2-1 |     |
| - Victoire à domicile - Match nul - Victoire à l'extérieur |     |     |     |     |     |     |     |     |     |     |     |     |     |     |     |     |

### Évolution du classement
| Journée →        | 1  | 2  | 3  | 4  | 5  | 6  | 7  | 8  | 9  | 10 | 11 | 12 | 13 | 14 | 15 | 16 | 17 | 18 | 19 | 20 | 21 | 22 | 23 | 24 | 25 | 26 | 27 | 28 | 29 | 30 | Journées en tête | Journées relégable |
| Équipe           |    |    |    |    |    |    |    |    |    |    |    |    |    |    |    |    |    |    |    |    |    |    |    |    |    |    |    |    |    |    |                  |                    |
| ---------------- | -- | -- | -- | -- | -- | -- | -- | -- | -- | -- | -- | -- | -- | -- | -- | -- | -- | -- | -- | -- | -- | -- | -- | -- | -- | -- | -- | -- | -- | -- | ---------------- | ------------------ |
| Slavia Prague    | 1  | 3  | 6  | 4  | 5  | 6  | 5  | 4  | 4  | 3  | 3  | 3  | 3  | 3  | 2  | 2  | 2  | 2  | 1  | 1  | 2  | 2  | 2  | 2  | 1  | 1  | 1  | 1  | 1  | 1  | 9                |                    |
| Viktoria Plzeň   | 7  | 6  | 1  | 5  | 4  | 4  | 3  | 3  | 1  | 2  | 2  | 1  | 1  | 1  | 1  | 1  | 1  | 1  | 2  | 2  | 1  | 1  | 1  | 1  | 2  | 2  | 2  | 2  | 2  | 2  | 13               |                    |
| Sparta Prague    | 6  | 5  | 4  | 1  | 2  | 2  | 4  | 5  | 5  | 5  | 5  | 5  | 5  | 5  | 4  | 3  | 3  | 3  | 3  | 3  | 3  | 3  | 3  | 3  | 3  | 3  | 3  | 3  | 3  | 3  | 1                |                    |
| Mladá Boleslav   | 3  | 1  | 5  | 3  | 3  | 3  | 2  | 2  | 2  | 1  | 1  | 2  | 4  | 4  | 5  | 5  | 5  | 5  | 5  | 4  | 5  | 4  | 4  | 4  | 4  | 4  | 4  | 4  | 4  | 4  | 3                |                    |
| FK Teplice       | 8  | 7  | 7  | 10 | 6  | 7  | 8  | 10 | 11 | 9  | 6  | 8  | 8  | 6  | 6  | 6  | 6  | 6  | 6  | 7  | 6  | 6  | 6  | 5  | 5  | 5  | 5  | 5  | 5  | 5  |                  |                    |
| Fastav Zlín      | 5  | 4  | 3  | 2  | 1  | 1  | 1  | 1  | 3  | 4  | 4  | 4  | 2  | 2  | 3  | 4  | 4  | 4  | 4  | 5  | 4  | 5  | 5  | 6  | 6  | 6  | 6  | 6  | 6  | 6  | 4                |                    |
| Dukla Prague     | 11 | 10 | 8  | 11 | 13 | 12 | 10 | 6  | 7  | 8  | 9  | 10 | 12 | 14 | 10 | 11 | 9  | 9  | 10 | 9  | 9  | 9  | 10 | 10 | 8  | 10 | 9  | 8  | 7  | 7  |                  |                    |
| FK Jablonec      | 4  | 2  | 2  | 6  | 7  | 9  | 9  | 11 | 9  | 12 | 11 | 9  | 10 | 8  | 9  | 8  | 8  | 7  | 8  | 8  | 8  | 7  | 7  | 7  | 7  | 7  | 7  | 7  | 8  | 8  |                  |                    |
| Slovan Liberec   | 16 | 15 | 14 | 14 | 12 | 14 | 14 | 14 | 12 | 11 | 10 | 11 | 9  | 11 | 12 | 13 | 12 | 13 | 13 | 13 | 13 | 11 | 12 | 11 | 9  | 8  | 10 | 10 | 9  | 9  |                  | 2                  |
| MFK Karviná      | 12 | 12 | 9  | 7  | 8  | 5  | 7  | 7  | 8  | 6  | 7  | 6  | 7  | 9  | 7  | 7  | 7  | 8  | 7  | 6  | 7  | 8  | 9  | 9  | 11 | 9  | 8  | 9  | 10 | 10 |                  |                    |
| FC Slovácko      | 9  | 9  | 11 | 9  | 11 | 13 | 13 | 13 | 13 | 13 | 13 | 13 | 11 | 12 | 13 | 9  | 10 | 10 | 9  | 10 | 10 | 10 | 8  | 8  | 10 | 11 | 11 | 12 | 12 | 11 |                  |                    |
| Zbrojovka Brno   | 14 | 13 | 13 | 12 | 10 | 11 | 12 | 12 | 14 | 10 | 12 | 12 | 13 | 13 | 14 | 14 | 13 | 11 | 11 | 11 | 11 | 12 | 13 | 12 | 12 | 12 | 12 | 11 | 11 | 12 |                  |                    |
| Bohemians 1905   | 15 | 14 | 15 | 15 | 14 | 10 | 11 | 9  | 6  | 7  | 8  | 7  | 6  | 7  | 8  | 10 | 11 | 12 | 12 | 12 | 12 | 13 | 11 | 13 | 13 | 13 | 13 | 14 | 13 | 13 |                  | 3                  |
| Vysočina Jihlava | 10 | 11 | 12 | 13 | 15 | 15 | 15 | 15 | 15 | 15 | 15 | 15 | 15 | 15 | 15 | 15 | 15 | 14 | 15 | 15 | 15 | 15 | 15 | 15 | 16 | 14 | 14 | 13 | 14 | 14 |                  | 20                 |
| Hradec Králové   | 2  | 8  | 10 | 8  | 9  | 8  | 6  | 8  | 10 | 14 | 14 | 14 | 14 | 10 | 11 | 12 | 14 | 15 | 14 | 14 | 14 | 14 | 14 | 14 | 14 | 15 | 15 | 15 | 15 | 15 |                  | 6                  |
| 1.FK Příbram     | 13 | 16 | 16 | 16 | 16 | 16 | 16 | 16 | 16 | 16 | 16 | 16 | 16 | 16 | 16 | 16 | 16 | 16 | 16 | 16 | 16 | 16 | 16 | 16 | 15 | 16 | 16 | 16 | 16 | 16 |                  | 29                 |

## Statistiques

### Buts marqués par journée
Ce graphique représente le nombre de buts marqués lors de chaque journée.
* indique que tous les matches de la journée n'ont pas encore été disputés ou qu'il manque des données.

### Meilleurs buteurs
| Rang | Joueur          | Club             | Buts |
| ---- | --------------- | ---------------- | ---- |
| 1    | Milan Škoda     | Slavia Prague    | 15   |
| 2    | David Lafata    | Sparta Prague    | 14   |
| 3    | Muris Mešanović | Slavia Prague    | 11   |
| 4    | Michal Škoda    | Zbrojovka Brno   | 10   |
| 5    | Martin Fillo    | FK Teplice       | 8    |
| 5    | Jan Chramosta   | Mladá Boleslav   | 8    |
| 5    | Golgol Mebrahtu | Mladá Boleslav   | 8    |
| 8    | Tomáš Pilík     | 1.FK Příbram     | 7    |
| 8    | Tomáš Wágner    | MFK Karviná      | 7    |
| 8    | Marek Bakoš     | Viktoria Plzeň   | 7    |
| 8    | Michal Krmenčík | Viktoria Plzeň   | 7    |
| 8    | Lukáš Budínský  | MFK Karviná      | 7    |
| 8    | Ondřej Mihálik  | FK Jablonec      | 7    |
| 8    | Dāvis Ikaunieks | Vysočina Jihlava | 7    |

### Meilleurs passeurs
| Rang | Joueur               | Club           | Buts |
| ---- | -------------------- | -------------- | ---- |
| 1    | Jan Krob             | FK Teplice     | 11   |
| 2    | Tomáš Přikryl        | Mladá Boleslav | 8    |
| 2    | Jan Kopic            | Viktoria Plzeň | 8    |
| 2    | Vukadin Vukadinović  | Fastav Zlín    | 8    |
| 2    | Vyacheslav Karavayev | Sparta Prague  | 8    |

### Meilleurs gardiens
| Rang | Joueur           | Club           | Buts | Matchs | Ratio |
| ---- | ---------------- | -------------- | ---- | ------ | ----- |
| 1    | Jiří Pavlenka    | Slavia Prague  | 15   | 24     | 0,63  |
| 2    | Matúš Kozáčik    | Viktoria Plzeň | 16   | 25     | 0,64  |
| 3    | Tomáš Koubek     | Sparta Prague  | 16   | 23     | 0,70  |
| 4    | Stanislav Dostál | Fastav Zlín    | 19   | 22     | 0,86  |
| 5    | Tomáš Grigar     | FK Teplice     | 20   | 22     | 0,91  |

- Source: Top ukazatele sur epojisteniliga.cz

## Parcours en coupes d'Europe
Le parcours des clubs tchèques en coupes d'Europe est important puisqu'il détermine le coefficient UEFA, et donc le nombre de clubs tchèque présents en coupes d'Europe les années suivantes.

### Parcours européen des clubs
| Viktoria Plzeň | Ligue des champions | Barrages                        | Ludogorets Razgrad                      |
| Sparta Prague  | Ligue des champions | Troisième tour de qualification | Steaua Bucarest                         |
| Viktoria Plzeň | Ligue Europa        | Phase de groupes                | AS Rome Astra Giurgiu Austria Vienne    |
| Sparta Prague  | Ligue Europa        | Seizième de finale              | FK Rostov                               |
| Slovan Liberec | Ligue Europa        | Phase de groupes                | AC Fiorentina PAOK Salonique Qarabağ FK |
| Mladá Boleslav | Ligue Europa        | Troisième tour de qualification | KF Shkëndija                            |
| Slavia Prague  | Ligue Europa        | Barrages                        | RSC Anderlecht                          |

### Coefficient UEFA du championnat tchèque
Le classement UEFA de la fin de saison 2016-2017 permet d'établir la répartition et le nombre d'équipes pour les coupes d'Europe de la saison 2018-2019.
| Rang 2017 | Rang 2016 | Évolution | Ligue              | 2012-2013 | 2013-2014 | 2014-2015 | 2015-2016 | 2016-2017 | Coefficient | Places en Ligue des champions de l'UEFA | Places en Ligue des champions de l'UEFA | Places en Ligue des champions de l'UEFA | Places en Ligue Europa | Places en Ligue Europa | Places en Ligue Europa | Places en Ligue Europa |
| Rang 2017 | Rang 2016 | Évolution | Ligue              | 2012-2013 | 2013-2014 | 2014-2015 | 2015-2016 | 2016-2017 | Coefficient | PG                                      | TB                                      | T3                                      | PG                     | TB                     | T3                     | T2                     |
| --------- | --------- | --------- | ------------------ | --------- | --------- | --------- | --------- | --------- | ----------- | --------------------------------------- | --------------------------------------- | --------------------------------------- | ---------------------- | ---------------------- | ---------------------- | ---------------------- |
| 10        | 11        | +1        | Turquie            | 10,200    | 6,700     | 6,000     | 6,600     | 9,700     | 39,200      | 1                                       | -                                       | 1                                       | 1                      | -                      | 1                      | 1                      |
| 11        | 13        | +2        | République tchèque | 8,500     | 8,000     | 3,875     | 7,300     | 5,500     | 33,175      | 1                                       | -                                       | 1                                       | 1                      | -                      | 1                      | 1                      |
| 12        | 12        | =         | Suisse             | 8,375     | 7,200     | 6,900     | 5,300     | 4,300     | 32,075      | 1                                       | -                                       | 1                                       | 1                      | -                      | 1                      | 1                      |

### Coefficient UEFA des clubs engagés en Coupe d'Europe
- Ligue des champions 2016-2017
- Ligue Europa 2016-2017

| Rang 2016 | Rang 2017 | Évolution | Club           | 2012-2013 | 2013-2014 | 2014-2015 | 2015-2016 | 2016-2017 | Coefficient UEFA |
| --------- | --------- | --------- | -------------- | --------- | --------- | --------- | --------- | --------- | ---------------- |
| 53        | 40        | +13       | Sparta Prague  | 9,700     | 2,100     | 7,775     | 18,460    | 10,100    | 48,135           |
| 43        | 49        | -6        | Viktoria Plzeň | 15,700    | 12,600    | 1,775     | 4,460     | 6,100     | 40,635           |
| 85        | 93        | -8        | Slovan Liberec | 3,200     | 9,600     | 1,775     | 6,460     | 4,100     | 25,135           |
| 164       | 159       | +5        | Mladá Boleslav | 2,700     | 1,600     | 1,775     | 1,960     | 2,100     | 102,828          |
| -         | 180       | Nouveau   | Slavia Prague  | 1,700     | 1,600     | 0,775     | 1,460     | 2,600     | 8,135            |